# Yanjin, Xinxiang
Yanjin, även romaniserat Yentsing, är ett härad som lyder under Xinxiangs stad på prefekturnivå i Henan-provinsen i norra Kina.

## Källa
1. ↑  ”worldpostmarks.net”. Arkiverad från originalet den 2 januari 2015. https://web.archive.org/web/20150102101710/http://worldpostmarks.net/HTML%20Countries/china.htm. Läst 23 januari 2015.